# ガムテープ

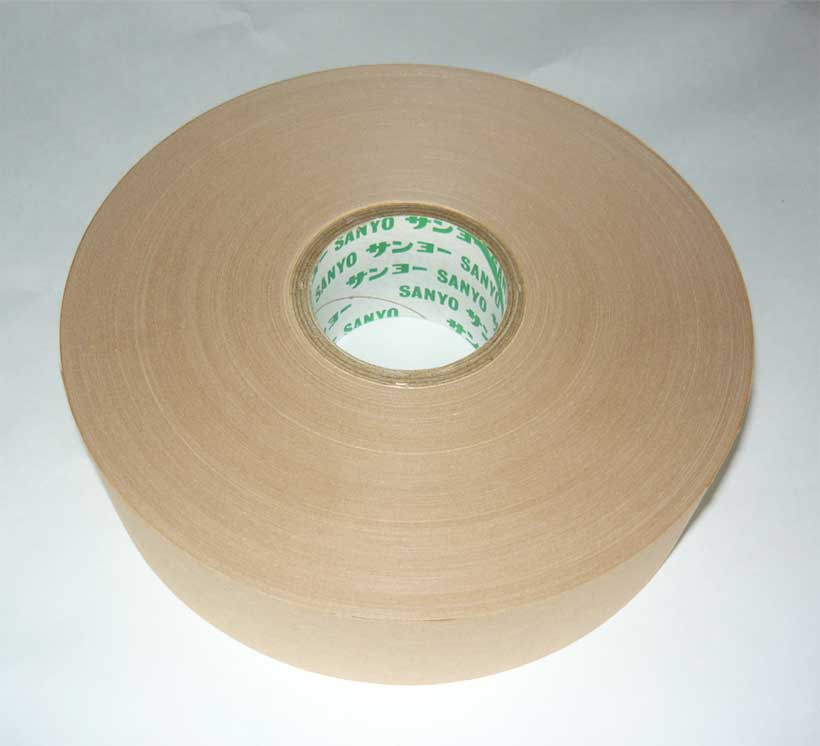
ガムテープ

ガムテープは粘着テープの種類。本来、クラフト紙の片面に水溶性の糊（ガム）を塗り、乾燥させた上で細長い帯状にしたものであるが、現在では梱包用の粘着テープに対して広くこの呼称が使われる。ガムテとも略称される。

## 歴史
ガムテープはトーマス・エジソンが発明した。日本では1923年にアメリカから製造機械と原料が輸入されて製造が始まっている。

## 本来のガムテープ
剥離のための表面処理を施す必要がないため、表面はクラフト紙のままで、ざらついているのが特徴。使用する際には、デンプン由来の再湿糊が塗られた面に水をつけ、糊を再活性化した上で貼付する（一般的な郵便切手と同様）。使用時に必ず水を要するため、たいていは専用のガムテープディスペンサーを使用する。段ボール箱の封緘、梱包のほか、伝票類の背貼り、電球類の包装に多く使われている。水溶性の糊を使用し、剥離剤や合成樹脂系接着剤などの非水溶性樹脂を使っていないので、貼付使用後、再生紙としてリサイクルする際に剥がす必要がない。また、表面に剥離剤がないので、ガムテープを重ねて貼ったり、他の粘着テープ類を重ねて貼ることもできる。

## いわゆる「ガムテープ」

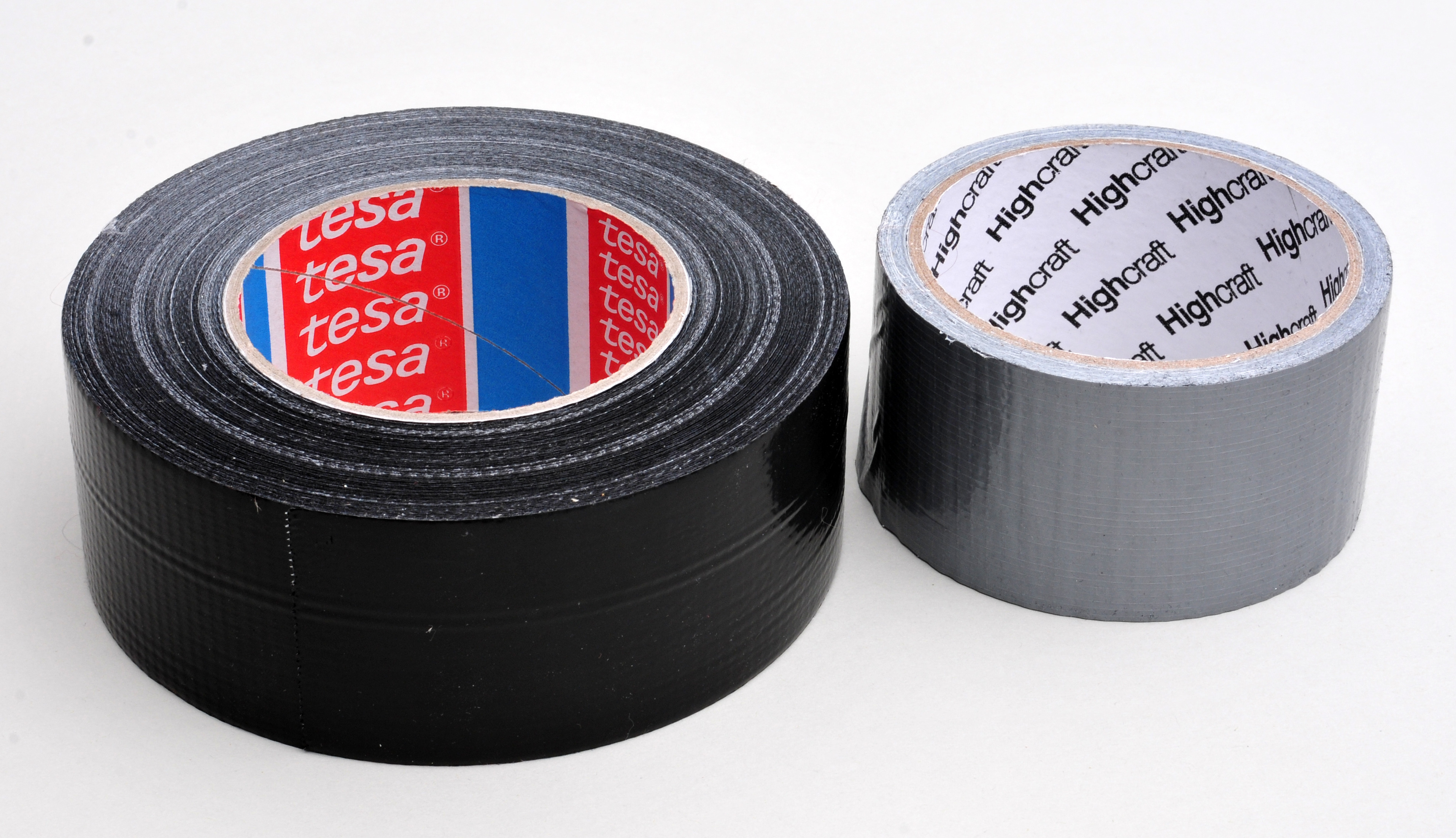
ガファーテープ（布粘着テープ）

現在では、使用時に水を必要としない梱包用テープが大部分である。これらも一般的には「ガムテープ」と呼ばれる事が多いが、原義から考えると誤用であり、メーカーは混同を避けるためWebサイトにて啓蒙を行っている。ただし、「ガムテープ」は商標登録されていないため、幅広の粘着テープの総称として「ガムテープ」という言葉を用いることに法的な問題はない。
正式には、基材の種類により以下のように分類される。
クラフト粘着テープ
表面にはく離剤が塗られたクラフト紙製の粘着テープ。通称、「紙のガムテープ（紙ガムテ）」。
布粘着テープ
布製（スフモス）で、布目に沿って手でまっすぐ切ることができる粘着テープ。英語ではガファーテープ (Gaffer tape)。ガフテープ (Gaff tape) または、ガファテープ (Gaffa tape) などと呼ばれる。通称、「布のガムテープ（布ガムテ）」。
OPP粘着テープ
延伸ポリプロピレン (OPP) 製の透明な粘着テープ。パーセルテープ (Parcel tape)、パッキングテープ (Packing tape)。
アメリカでは、ガムテープ以上の強度と粘着力を有し本来は配管工事に用いられる「ダクトテープ」 (Duct tape) を梱包にも使用することが多い。（3M社に至ってはダクトテープ素材で出来た救急絆創膏「Nexcare Bandage」を製造発売している）。

## 主なメーカー
- 三陽工業株式会社 - ガムテープの専業メーカー
- 日本理化製紙株式会社
- 富士工業株式会社
- 旭加工紙株式会社